# Емануел Току
Емануел Току (на английски: Emmanuel Toku) е ганайски футболист, който играе на поста офанзивен полузащитник. Състезател на Льовен.

## Кариера

### Ботев Пловдив
След като прекарва първата половина на сезон 2020/21 в датския Фремад Амагер, на 11 февруари 2021 г. Току подписва 18-месечен договор за наем със, състезаващия се в Първа лига, Ботев (Пловдив). Прави дебюта си на 12 февруари при загубата с 0:2 като домакин на Арда, прекарвайки на терена 74 минути преди да бъде заменен от Бисер Бонев. През септември 2021 г. подписва 3-годишен постоянен договор с "канарчетата". Бива му дадена фланелката с номер 10.

## Национална кариера
Току играе на Световно първенство по футбол за юноши до 17 години през 2017 г. и по-късно бива капитан на националния отбор до 20 години на Африканските игри през 2019 г.